# 三晋出版社
三晋出版社，原名山西古籍出版社，是中华人民共和国的一个出版社。

## 沿革
1992年，在山西人民出版社古籍部的基础上成立山西古籍出版社，出书范围包括挖掘、整理、出版山西本地优秀古代文化遗产。1994年3月，正式独立运营。2000年3月，与山西人民出版社、山西经济出版社合并，仍以山西古籍出版社名义从事独立出版。对直属3大印刷厂进行资产重组，组建了山西新华印刷有限责任公司。2007年1月，山西古籍出版社再次独立运营。2007年12月，新闻出版总署批准山西古籍出版社更名。2008年9月，山西古籍出版社正式揭牌为三晋出版社。